# Rogneda acuta
Rogneda acuta är en plattmaskart som beskrevs av Brunet 1979. Rogneda acuta ingår i släktet Rogneda och familjen Polycystididae. Inga underarter finns listade i Catalogue of Life.